# Jerónimo Emiliano
Jerónimo Emiliano (em latim: Gerolamo Emiliani; Veneza, 1481 — Somasca, 8 de fevereiro de 1537) é um  santo da Igreja Católica.
Inicialmente seguiu carreira militar que abandonou para se dedicar ao serviço dos pobres. Distribuiu por eles todos os seus bens. 
É o fundador da Ordem dos Clérigos Regulares de Somasca, destinada a socorrer as crianças órfãs e as pobres.
Canonizado em 1767, foi nomeado pelo Papa Pio XI padroeiro dos órfãos e dos jovens abandonados.
Sua festa é comemorada no dia 8 de fevereiro e em 20 de julho no calendário romano tradicional.

## Biografia
Jerônimo Emiliani nasceu no seio de uma família nobre em Veneza na Itália em 1486 e faleceu em Somasca com 51 anos.
Jerônimo vinha de uma família com posses, sua família tinha bastante propriedades na Itália. Tinha também três irmãos.
Em 1496, com 10 anos de idade, Jerônimo ficou órfão.
Aos 25 anos de idade, em 1511, foi envolvido na guerra contra a Liga de Cambrai e, em Castelnuovo, ficou preso no cativeiro durante um mês. Foi acorrentado nos pés e penduraram uma bola de pedra em seu pescoço.
Enquanto estava preso e acorrentado fez uma promessa à Nossa Senhora de uma peregrinação penitencial, para o caso de ser libertado.
Na manhã do dia 27 de setembro de 1511, apareceu-lhe uma mulher vestida de branco, que lhe entregou as chaves para abrir as algemas e a porta da torre.
Conquistada a liberdade ele se encontrou no meio do exército inimigo e pior ainda, sem conhecer a estrada. Recorreu então novamente a Ela, que o guiou até a vista da muralha da cidade.
Jerônimo continuou servindo a República de Veneza até o final da guerra.
Em 1514 morreu sua mãe e em 1519 morreu seu irmão Lucas, deixando três filhos, o mais velho com quatro anos. Em 1526, faleceu seu outro irmão, Marcos, e Jerônimo ficou tomando conta de todos os seus sobrinhos.
Ele já estava com 40 anos e não tinha constituído família.
Precisamente em 1531 deliberou abandonar tudo. Permanecendo leigo, consagrou-se a uma missão muito especial: compartilhar a vida com os pobres e viver em comunidade com os órfãos.
Seu crescimento espiritual foi aprofundado através do contato com um movimento da Reforma Católica, o Oratório do Amor Divino. Outros envolvidos foram pessoas de crescente impacto, como os fundadores dos Teatinos, Caetano Thiene e João Pedro Carafa futuro Papa Paulo IV.
Ia acontecendo com Jerônimo uma profunda transformação. A escuta da palavra de Deus foi o ponto de partida: "Ouvindo frequentemente a palavra de Deus, ele começou refletir sobre sua própria ingratidão, lembrando-se das ofensas contra o Senhor”. Por isso muitas vezes ele chorava e se ajoelhava aos pés do crucifixo, rogando-lhe que não fosse seu juiz, mas seu Salvador". Foi aí então que Jerônimo começou suas atividades em favor dos pobres. Ele alimentava, vestia e hospedava, na própria casa, os pobres. Confortava os doentes, trabalhava em um hospital. À noite sepultava os cadáveres abandonados pela cidade, enquanto em sua casa se preparava o pão, que distribuiria de manhã.
Em poucos dias ele gastou nestas atividades, todo o dinheiro que possuía, vendeu as roupas, os tapetes e outros objetos de casa, consumindo tudo nesta santa atividade. Ele doou todos os seus bens em favor dos pobres e necessitados.
A atenção de Jerônimo voltou-se especialmente para os meninos e meninas órfãs e sem família.
Vitimado pela peste que ele contraiu servindo aos doentes durante uma terrível epidemia que se alastrou no vale de são Martinho, no dia 4 de fevereiro de 1537, foi recolhido em Somasca, sobre uma cama que não era sua, num pequeno quarto de amigos. Antes de se deitar, traçou uma cruz avermelhada sobre a parede da frente. Apenas quatro dias depois, na noite de 7 para 8 de fevereiro Jerônimo morria.